# Roman Wrocławski
Roman Dominik Wrocławski (né le 13 juillet 1955 à Piotrków Trybunalski) est un lutteur polonais.

## Palmarès

### Jeux olympiques
- 7e aux Jeux olympiques de 1988 à Séoul

### Championnats du monde
- 11e en 1987
- 11e en 1983
- Médaille d'or en 1982
- Médaille de bronze en 1981

### Championnats d'Europe
- 4e en 1986
- 7e en 1984
- 5e en 1981
- 7e en 1979
- 4e en 1977
- 9e en 1976